# Arthonia gelidae
Arthonia gelidae är en lavart som beskrevs av R. Sant. Arthonia gelidae ingår i släktet Arthonia och familjen Arthoniaceae.  Arten är reproducerande i Sverige. Inga underarter finns listade i Catalogue of Life.